# 서양 점성술
서양 점성술(西洋 占星術, Western astrology)는 수세기 동안 서양에서 가장 인기 있는 점성술 체계이다. 서양 점성술은 역사적으로 헬레니즘 점성술과 궁극적으로는 바빌로니아 점성술의 연속으로써, 프톨레마이오스의 《테트라비블로스》에 근거한다.
서양 점성술은 대부분 천궁도 점성술이며, 여러 천체가 영향력을 가진다고 하는 한 사람의 출생과 같은 특정 순간의 천궁도에 근거하는 점술의 양식을 띈다. 서양의 대중문화에서 점성술은 종종 개인의 출생일만을 (예를 들어, 그 날짜의 태양의 위치만을) 고려하는 태양궁 점성술로 축소된다.

## 핵심 원리

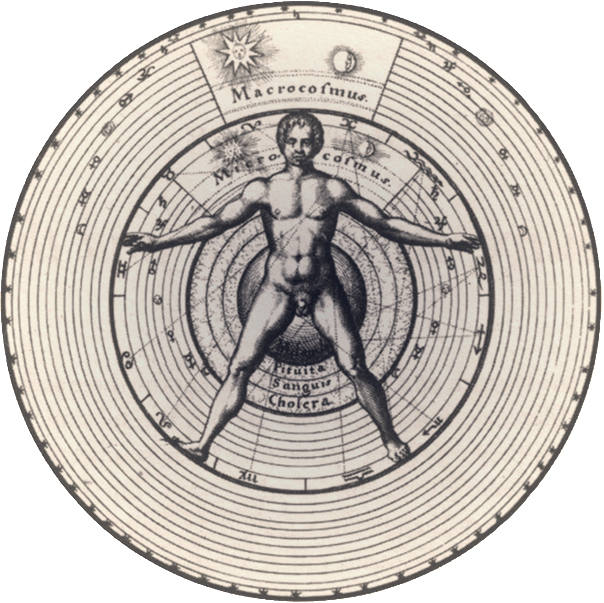
대우주 안에 있는 소우주인 인간을 묘사한 로버트 플러드의 16세기 삽화

점성술의 핵심 원리는 우주와의 통합이다. 개인과 지구 그리고 환경은 모두 단 하나의 유기체로 여겨지며, 그 모든 부분은 서로 관련된다. 그러므로, 하늘에서 관찰되는 변화의 주기는 지구와 개인에게서 관찰되는 변화와 유사한 주기를 반영한다.(또는 원인이 된다.) 이러한 관계는 소우주로서의 개인과 대우주로써의 천체 환경 사이의 균형을 전제로하는 "위에서와 같이 아래서도"와 같은 헤르메스주의의 격률로 표현된다. 점성술의 본질은 수학적인 관계로써 수와 가시적인 각도와 모양 그리고 소리가 한 부분의 양식 안에서 연결되어 나타나는 힘의 특성이나 '음조'를 표현하는 형이상학적인 원리에 있다. 피타고라스는 악보의 음정은 그것을 표현하는 현의 길이에 비례하며 화음 진동수의 간격은 단순 수치 비율로 구성됨을 맨처음 인정하였다. 천체의 음악으로 알려진 이론에서, 피타고라스는 태양과 달 그리고 행성이 모두 그것들의 궤도 공전에 기초하는 그것들 스스로의 고유한 소리를 발하며, 지구에서의 삶의 질은 물리적으로 인간의 귀로는 감지할 수 없는 천체 소리의 대의를 반영한다고 제언했다. 그에 이어서, 플라톤은 천문학과 음악을 각각 눈으로 그리고 귀로 감지하며 둘은 모두 수의 비례에 관한 지식을 요하는 감각 인지의 "쌍둥이" 학문이라고 묘사했다. 그후의 철학자들은 천문학과 광학 음악 그리고 점성술 사이에는 서로 연관성 있다는 견지를 유지했는데, 특히 프톨레마이오스는 그러한 모든 화제에 대한 영향력 있는 문헌들을 저술했다. 9세기에 알킨디는 《광학의 서(De Aspectibus)》에서 점성술과 관련된 많은 사항과 행성의 위상의 사용을 탐구하며 프톨레마이오스의 사상을 발전시켰다.

## 황도대
황도대는 태양과 달 그리고 행성이 하늘을 가로지르는 그것들의 항로를 따라 이동하는 별자리의 띠이다. 점성가들은 그 별자리들에 유념하며 그것들에 특별한 의미를 부여한다. 오랫동안, 그들은 한해 동안 태양이 지나는 별자리에 근거하여 "마음으로 밝히는" 별자리로써 황도대의 열두 별자리의 체계를 발전시켰다. 대부분의 서양 점성가들은 북반구에서는 매년마다 항상 3월 21일 경에 있는 춘분을 기준으로 양자리에서 시작하는 회귀 황도대를 사용한다. 서양의 황도대는 별자리에 대한 지구의 입장에 근거하여 그것들의 이동을 따라 그려진다. (지구의 자전축이 팽이와 유사하게 25,700년의 주기 동안 느리게 회전하는) 분점의 세차운동이라고 불리는 현상에 의하여, 지구의 절기(또는 달력) 그리고 황도대의 별자리 사이의 일치에 있어서 느린 변화가 있다. 따라서, 항성 황도대는 실제 별자리에 관한 위치에 근거하여 그려지는 반면, (서양 점성술의) 회귀 황도대는 하늘의 특정 위치(춘분점)에 대한 지구의 위치와 상응한다.

### 열두 별자리
현대의 서양 점성술에서 황도대의 별자리는 열두 가지의 기본 성격 유형 또는 표현의 특징을 이루는 방식을 나타낸다고 여겨진다. 열두 별자리는 불과 흙, 공기 그리고 물의 사원소로 나뉜다. 물과 공기는 남성적으로 여겨지는 반면, 물과 흙의 별자리는 여성적으로 여겨진다. 열두 별자리는 활동성과 변통성 그리고 고정성의 세 가지 특성으로 나뉜다.
| 별자리 | 별자리     | 별자리                 | 날짜 (태양궁)          |
| ------ | ---------- | ---------------------- | ---------------------- |
|        | 양자리     | (숫양)                 | 3월 21일 ~ 4월 20일.   |
|        | 황소자리   | (황소)                 | 4월 21일 ~ 5월 20일.   |
|        | 쌍둥이자리 | (쌍둥이)               | 5월 21일 ~ 6월 20일.   |
|        | 게자리     | (게)                   | 6월 21일 ~ 7월 21일.   |
|        | 사자자리   | (사자)                 | 7월 22일 ~ 8월 22일.   |
|        | 처녀자리   | (처녀)                 | 8월 23일 ~ 9월 22일.   |
|        | 천칭자리   | (수평저울)             | 9월 23일 ~ 10월 22일.  |
|        | 전갈자리   | (전갈)                 | 10월 23일 ~ 11월 21일. |
|        | 사수자리   | (궁수)                 | 11월 22일 ~ 12월 21일  |
|        | 염소자리   | (물고기꼬리를 한 염소) | 12월 22일 ~ 1월 20일.  |
|        | 물병자리   | (물동이를 든 사람)     | 1월 21일 ~ 2월 19일.   |
|        | 물고기자리 | (물고기)               | 2월 20일 ~ 3월 20일.   |

- 주의: 위의 기간은 근사치일 뿐이며, 태양이 위치하는 별자리에 대한 정확한 기간은 연년이 달라진다.

개인의 황도대 별자리는 그 별자리에서의 행성과 상승점이 위치에 달려있다. 만일 한 사람이 어느 특정 별자리에 아무것도 위치해 있지 않다면, 그 별자리는 아무런 역할도 하지 않게 될 것이다. 다르게 말하면, 예를 들어, 한 사람이 게자리에 태양과 달 모두를 갖고 있다면 그것들이 그 별자리의 특성이 그것들의 기질로 강하게 표출될 것이다.

### 태양궁 점성술
신문과 포털 사이트는 사람이 태어났을 때의 태양이 들어 있던 황도대의 별자리에 관계해서 하루에 일어날 수도 있는 일에 대한 안내를 제공하고자 하는 쥐지로 종종 점성술 칼럼을 연재한다. 점성가들은 그것을 "태양궁 점성술"이라고 부르지만, 그것은 대개 일반적으로 "별자리"라고 불린다. 그러한 예언들은 매우 막연하거나 전체적이므로, 실무에 임하는 점성가들은 그것들에 약간의 가치 조차도 없는 것으로 본다. 만일 사람들이 신문에서 그들의 별자리에 대해 읽은 것이 다른 별자리의 것이었다고 해도, 대체로 그들은 그것들이 동등하게 정확하다고 평가해오고 있다. 전문 점성가들에 의해 작성된 개인화된 예언을 통한 실험에서도 전문 점성가들의 주장과는 다르게, 유사한 결과를 보여오고 있다.

## 행성
현대의 서양 점성술에서, 행성은 인간의 정신에 있어서 기본적 욕구나 충동을 표현한다. 그러한 행성들은 태양과 달, 행성 그리고 (천문학에서는 왜행성으로 여겨지는) 최근의 명왕성과 세레스가 모두 점성술의 용도를 지니는 행성으로 여겨진다는 점에서 천문학에서의 행성의 정의와는 다르다. 세 개의 현대 행성은 점성가들에 의해 각각 주인지위가 할당되어오고 있는데, 예를 들어, 세레스는 황소자리나 처녀자리의 주인으로써 제의되어오고 있다. 전통적으로 별자리의 주인지위는 프톨레마이오스에 따라, 계절적 기원과 천문적 측정에 근거하여, 가장 밝은 행성인 발광체는 한 해 가운데 가장 밝은 달에 주인지위가 부여되었고, 가장 춥고 가장 먼 고대 행성인 토성은 한 해 가운데 가장 추운 달에, 그리고 다른 행성은 천문적 측정에 따라 남은 별자리에 주인지위가 부여되었다. 현대의 주인지위는 같은 논리를 따르지 않는 다는 점이 주목할만 하다.

### 고대 행성
고대인들에게 알려진 천체는 일곱 개가 있는데, 그것들은 모두 개별적인 일곱 가지의 기본 성향을 나타낸다고 여겨졌다.('발광체'로 알려진 태양과 달도 행성과 함께 그러한 평가에 포함되었다.) 점성가들은 수성과 금성 그리고 화성이 가장 직접적인 성향을 표현하기 때문에 그것들을, '개인적 행성'이라 부른다. '발광체'는 각각 개인의 실존적인 그리고 감각적인 본질을 상징한다.
- - 태양: 황도대의 사자자리의 주인.[14]
- - 달: 황도대의 게자리의 주인.[14]
- - 수성: 황도대의 쌍둥이자리와 처녀자리의 주인.[14]
- - 금성: 황도대의 천칭자리와 황소자리.[14]
- - 화성: 황도대의 양자리와 전갈자리의 고전적 주인.[15]
- - 목성: 황도대의 사수자리와 물고기자리의 고전적 주인.[15]
- - 토성: 황도대의 염소자리와 물병자리의 고전적 주인.[15]

### 달의 교점
점성술에서는 달의 교점 또한 중요하다. 교점은 달의 경로가 황도와 교차하는 곳이다. 북향 또는 상승 교점은 말이 남쪽에서 북쪽(또는 위)로 교차하는 위치를 표시하는 반면, 남향 또는 하강 교점은 발이 북쪽에서 남쪽(또는 아래)로 교차하는 위치를 표시한다. 서양 점성가들에게는 달의 교점이 행성만큼은 중요한 요소가 아니지만, 그들은 그것들을 고려할 만한 가치가 있는 감응점을 표시한다고 여긴다.
- : 북향 또는 상승 교점. 진로와 선택의 주인이기도 하다.
- : 남향 또는 하강 교점. 업보와 과거의 주인이기도 하다.

### 본질적 위계
점성술에서, "본질적 위계"는 행성이나 감응점의 별자리의 위치와 도수로만 판단하는 그것들의 황도대에서의 위치에 따른 강약인데, 17세기의 출중한 점성가 윌리엄 릴리는 그것을 "행성이나 운명점의 강함이나 용기 또는 약함"이라 불렀다. 다른 말로 하면, 본질적 위계는 출생 천궁도의 하늘에서 다른 요소들과는 별개인 것처럼 행성이나 감응점의 강함을 판단하려는 목적을 두고 있다. 전통적으로 다섯 개의 위계가 있다.:거주지와 손상, 쇠약, 텀 그리고 십분각. 그러나, 후자의 두가지는 사용이 감소되었다. 한 행성의 거주지는 그 행성이 주인지위를 가지는 황도대의 별자리이다.

## 천궁도
서양 점성술은 주로 특정 순간의 하늘이 지도 또는 차트인 천궁도의 구성에 근거한다. 여기서의 특정 순간이란 천궁도의 주체가 발생한 순간으로, 그 때의 하늘의 형상은 그 주체의 실존과 계속 함께하는 것으로 여겨진다. 천궁도의 가장 전형적인 형태는 한 사람의 출생 순간에 근거하는 출생 천궁도이다. 게다가, 이론적으로 천궁도는 사업체의 설립에서부터 국가의 수립에 이르기까지 어떤 순간의 시작에 맞춰서 작도될 수 있다.

세속 천궁도

### 해석
서양 점성술에서 천궁도의 해석은 다음에 의해서 결정된다.
- 황도대의 점성학적 별자리에 있는 행성의 위치,
- 천궁도의 하우스에 있는 행성의 위치,
- (상승점과 하강점이라 불리는) 지평선과 (천정 또는 중천점과 천저 또는 천저점이라 불리는) 동서권이라 하는 천궁도의 주요 모서리의 위치,
- 행성들이 서로 그리고 기본 모서리에 대해서 맺고 있는 각이라 불리는 각도,
- 달의 교점과 같은 천문적으로 추론된 독립체의 위치.

어떤 점성가들은 아랍식 가상점과 같은 여러 수학적 위치도 사용한다.

### 주요 모서리
천궁도에는 네 개의 주요 모서리가 있다. (몇몇 점성가들에 의해서는 종종 하우스의 사이도 중요한 모서리에 포함된다.)
- Aˢᶜ: 상승점 또는 상승궁은 황도와 지평선이 교차하는 동쪽의 점이다. 지구의 자전으로 인해, 하루 동안에 황도의 전체 원은 상승점을 통과하며 약 1도씩 앞으로 나아간다. 이것은 우리에게 상승궁이라는 용어로도 알려져 있는데, 특정 순간의 천궁도 또는 출생 차트의 동쪽에서 떠오르고 있는 별자리를 일컫는다. 천궁도를 그릴 때, 전통적으로 상승점은 차트의 왼쪽에 그린다. 대부분의 하우스 체계에서 상승점은 천궁도의 1번째 하우스의 시작점에 위치한다.

일반적으로, 대다수의 점성가에게 있어서 천궁도에서 가장 중요하며 개인화된 곳으로 여겨진다. 그것은 새날의 새벽을 알리며 동쪽 지평선에서 태양이 떠오름과 같은 방식으로 비유되어 한 사람의 자각 의식을 나타낸다. 상승점은 특정 시간과 장소에 특유화되어 있다는 사실로 인하여, 그것은 한 사람이 양육 받는 동안의 개인적 환경과 조건 뿐만 아니라 유년기의 상황 또한 나타낸다. 그러므로, 상승점은 특히 사람들 가운데서와 비개인적인 상황에서 한 사람이 그 또는 그녀로서의 세상살이를 배우는 방법과도 관계된다.
상승점의 반대편 서쪽에 있는 점은 하강점으로, 한 사람이 다른 사람들과의 관계에서 어떻게 반응하는지를 나타낸다. 그것은 우리가 끌릴 가능성이 있는 부류의 사람과 낭만적 애착을 만드는 우리의 능력을 나타내기도 한다. 대부분의 하우스 체계에서, 하강점은 천궁도의 7번째 하우스의 시작점이다.
- Mᶜ: 중천 또는 중천점은 지평면 위에서 가장 멀리 있는 황도상의 점이다. 즉, 그 위치는 황도에서 상승점으로부터 90° 떨어진 곳이다. 점성가들에게 중천점은 전통적으로 한 사람의 경력과 지위, 삶의 목적, 포부, 공적인 명성 그리고 삶의 목표를 나타낸다. 사분면 하우스 체계에서, 중천점은 천궁도의 10번째 하우스의 시작점이다.

중천점의 맞은편 점은 천저점으로 알려져 있다. 점성가들에게 천저 또는 천저점은 전통적으로 한 사람의 삶의 시작과 끝의 환경, 부모, 부모의 집 그리고 스스로의 가정 생활을 나타낸다. 사분면 하우스 체계에서, 그것은 4번째 하우스의 시작점이다.

### 하우스
점성가들에게 천궁도는 하우스라고 불리는 열두 부분으로 분할된다. 천궁도의 하우스는 삶이나 활동의 열두 가지의 다른 영역으로 해석된다. 천궁도나 출생 차트에서 하우스를 계산하는 데에는 여러 방법이 있다. 그러나, 열두 분할과 그것들의 의미에 대해서는 반론이 없다.
많은 현대 점성가들은 하우스가 그것의 해당 별자리와 상관 있다고 가정한다. 예를 들어, 첫 번째 하우스는 첫 번째 별자리인 양자리와 본연적 유사성이 있다고 여겨지는 등이다.

### 각
천궁도에서 각은 한 행성이 다른 행성 뿐만 아니라, 상승점과 중천점, 하강점 그리고 천저점과도 맺는 각도이다. 그 각은 지구에서 보는 관점에서, 두 점 사이의 황경의 도와 분으로 표기되는 황도에서의 각도 거리로 측정된다. 천궁도에서 행성이 서로 각을 맺는 것은 관련된 힘의 특별한 강조가 부여되는 초점을 의미한다. 각을 맺음에 있어서 '범위'라고 불리는 각의 양쪽에서의 약간씩의 각도차는 허용되지만, 더 정확한 각도일수록 그 각의 효과는 더 강력해 진다.
- : 합: 0°(범위: ±8°). 합은 행성의 가장 강한 주안점이 부여되는 차트에서 주요한 점이다. 이러한 행성은 서로 외적인 고무와 행동을 함께 한다.[출처 필요]
- : 충: 180°(범위: ±8°). 충은 연관된 두 요소의 양극성으로 인한 긴장과 충돌 그리고 대립을 나타낸다. 한 행성이 다른 행성과의 불균형이 초래될 때 압박이 나타난다. 그러나, 충이 서로를 보완해 주는 요소를 만들어 낸다면, 서로의 통합과 같이 긍정적으로 작용한다.[출처 필요]
- : 삼분위각: 120°(범위: ±8°). 삼각은 서로를 강화해주는 두 요소를 지니는 조화 및 표현의 용이함을 나타낸다. 삼각은 예술과 창조적 재능의 원천이지만, 약한 성정을 지닌 사람에게는 '최소한의 저항선'이 될 수 있다.[출처 필요]
- : 사분위각: 90°(범위: ±8°). 사각은 좌절과 금지, 붕괴 그리고 내적 갈등을 나타내지만, 한계를 극복하고자 결심한 사람에게는 힘과 활동의 원천이 될 수 있다.[출처 필요]
- : 육분위각: 60°(범위: ±6°). 육각은 삼각과 유사하지만, 그것보다 덜한 중요성을 지닌다. 이것은 연관된 두 요소 사이의 양립성을 지니며 조화로운 소통의 용이함 나타낸다.[출처 필요]
- : 오엽각: 150°(범위 ±3°). 오각은 서로 강제성을 지닌 양립하지 않는 요소로 인한 어려움과 시련을 나타낸다. 이것은 한 사람의 삶에서 (특히 건강의 측면에서) 자기 태만의 영역을 의미할 수도 있다.[출처 필요]
- : 십이분위각: 30°(범위: ±2°). 긍정적이 되고자 하는 의식적인 노력이 만들어지는 삶의 영역을 나타내는데, 약간의 효과만을 가진다. [출처 필요]
- : 팔분위각: 45°(범위: ±2°). 다소 어려운 환경을 나타내며, 십이분위각과 유사한 효과를 지닌다.[출처 필요]
- : 삼배팔분위각: 135°(범위: ±2°) 다소 난처한 상황을 나타내며, 십이분위각과 유사하다.[출처 필요]
- Q: 오분위각: 72° (범위: ±2°). 막연히 운 좋은 상황과 수완을 타나내는데, 약간의 효과만을 가진다.[출처 필요]
- bQ: 이배오분위각: 144° (범위: ±2°). 막연히 운 좋은 상황과 수완을 타타내는데, 약간의 효과만을 가진다.[출처 필요]
- ℞: 역행: 지구에서 볼 때 한 행성이 본래의 방향과는 다르게 하늘을 반대로 가로지르는 것으로 보일 때, 그것이 역행한다고 한다. 그러함은 각맺음이 아니지만, 어떤 점성가들은 그것도 차트에서 고려 사항에 포함되어야 한다고 여긴다. 출생 천궁도에서 역행하는 행성은 잠재적인 약점이 있다고 여겨진다.[출처 필요]

## 프톨레마이오스의 체계의 현대식 개정

### 현대 행성
근대에 발견된 행성들이 있는데, 현대 점성가들에 의해 그것들의 의미가 부여되어오고 있다.
- : 천왕성: 물병자리의 현대식 주인.
- : 해왕성: 물고기자리의 현대식 주인.
- : 점성술: 전갈자리의 현대식 주인.
- : 세레스: 처녀자리의 현대식 주인.

### 항성황도대 점성술
서양 점성가들 사이에서는 황도대에서의 양자리 0도의 "시작점"에 관하여 크게 두 가지의 진영이 있다. (대다수의 서양 점성가에게 채택된) 회귀황도대 점성술에서는 황도대의 시작점이 북반구에서 매년의 춘분에 상응하는 (예를 들어, 태양이 하늘의 남반구에서 북반구를 가로지르는 때의) 배경 항성에 대한 태양의 위치에 있다고 인정되는 반면, 항성황도대 점성술은 그 시작점이 배경 항성으로 고정된 특정 위치에 있다고 인정된다.
(분점의 세차운동으로 알려진 현상으로써) 팽이처럼 "떨리는" 지구의 자전축에서 일어나는 회전으로 인해, 춘분점은 배경 항성에 비해 2,160년 마다 (하나의 황도대 별자리의 길이에 해당하는) 30도씩의 비율로 점진적으로 뒤로 이동하고 있다. 그러므로, 그 두 개의 황도대 중 하나는, 황도대가 처음 성립되던 때인 2,000년에 맞춰져 있으며, 다른 하나는 26,000년의 세차에 맞춰진다.
그러한 현상은 우리에게 배경 항성에 있어서의 춘분점의 이동이 물고기자리와 물병자리의 사이를 가로지르는 때에 상응하는 물병자리 시대의 "새벽"에 대한 개념 원리를 알려준다.

## 같이 보기
- 점성술
- 점성술의 기호
- 천궁도
- 출생 점성술
- 점성술의 태양계
- 타로점